# Kadź zacierna

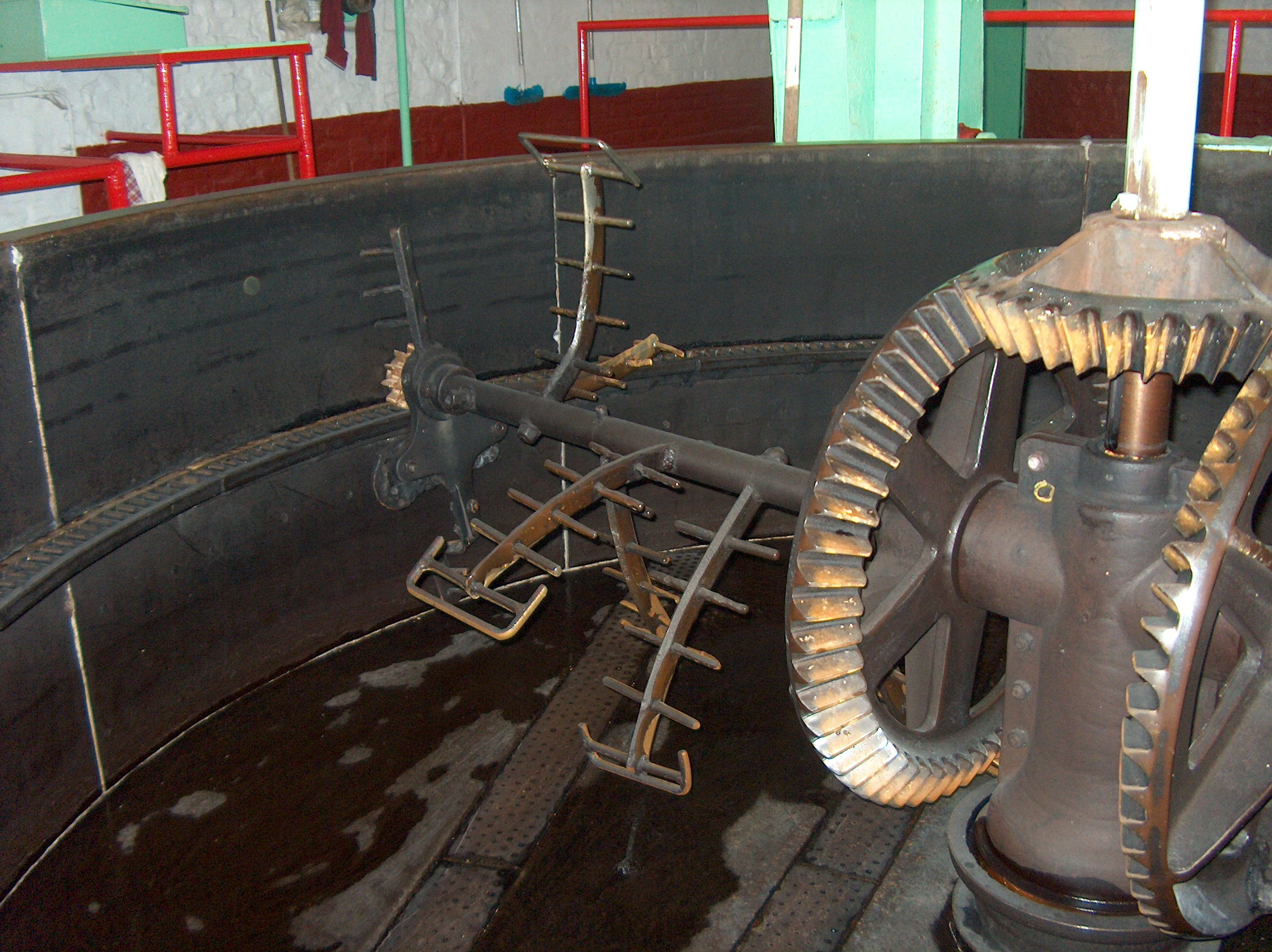
Mieszadła w kadzi zaciernej

Kadź zacierna – urządzenie wykorzystywane w piwowarstwie oraz gorzelnictwie do otrzymywania zacieru. Podstawowym elementem jest kadź (rodzaj naczynia), niekiedy wyposażona w mieszadło oraz system chłodzenia. Podstawowym surowcem dodawanym do kadzi oprócz wody jest ześrutowany słód jęczmienny. Mieszaninę poddaje się zacieraniu obejmującemu szereg reakcji enzymatycznych. Do najważniejszych procesów należy hydroliza skrobi nazywana „scukrzaniem skrobi”.